# 勝利女神：妮姬
《勝利女神：妮姬》（韓語：승리의 여신: 니케，NIKKE）是由韓國SHIFT UP公司製作的一款Android、iOS雙平台手機遊戲,后续还推出了Windows电脑端版本，集合射擊、養成、收集角色等遊戲元素，並以美少女背身射擊作焦點。
2022年11月4日，NIKKE开始正式營運，该游戏於不同地區以不同的發行商發行。此遊戲為免費遊戲，但提供購買虛擬遊戲幣、物品等等的付費服務。

## 發行
遊戲發行的首週下載量超過1000萬，營收超過2500萬美元。

## 遊戲簡介
NIKKE是首款全球背身射擊視角的遊戲，有許多關卡供玩家攻略，每個關卡均有對應的戰力要求。玩家以一名新進指揮官的角色，帶領以五名妮姬所組成的小隊，於沒有人類的地面和名為萊徹的不知名生物進行各種戰鬥，並以奪回地面作最終目標。戰鬥為妮姬背身射擊RPG，戰場提供可破壞護體作掩護，以抵抗部分來自萊徹的攻擊。除戰鬥外，还含有升级裝備、爆裂技能、企業系統、職業系統等养成元素来提升妮姬的戰力。

## 遊戲系統

### 戰鬥模式
遊戲中戰鬥分為「殲滅戰」、「據點防衛戰」、「阻止戰」以及「首領戰」四種。

### 角色屬性
角色屬性十分多樣，分別有「代碼」、「武器」、「職業」、「企業」、「爆裂技能」等维度。
代碼
代碼表示妮姬的屬性，分別有「燃燒」、「水冷」、「風壓」、「電擊」以及「鐵甲」五種。
武器
遊戲中妮姬使用的武器共有六種，分別是：
- 冲锋枪（游戏内以英文縮寫标注为SMG，射程相对较短，但连射能力出色）
- 霰弹枪（SG，可发射散弹，对近处敌人有极强的杀伤力）
- 步枪（AR，平衡性级佳，足可应对各种状况）
- 机枪（MG，装单数与连射力俱佳，适合对付不断涌上来的敌人）
- 发射器（RL，攻击范围大，适合对付密集的敌人）
- 狙击步枪（SR，射程远，可进行精确射击，继而可以打击敌人的特定部位）[4]。

職業
NIKKE的职业种类被分為「火力型」、「防禦型」、「輔助型」三種職業。
企業
NIKKE所归属的企业分为「極樂淨土」、「米西利斯」、「泰特拉」、「朝聖者」、「反常」五種。其中，「極樂淨土」、「米西利斯」、「泰特拉」是方舟內部生產妮姬的企業，「朝聖者」則是在方舟保衛戰時，被方舟拒絕進入且倖存的妮姬。「反常」是與其他遊戲、動畫聯動的角色归属的企業。
爆裂技能
戰鬥中輸出傷害可以累積能量，當能量累積到最高值時可以發動爆裂技能，爆裂技能分為「Ⅰ」、「Ⅱ」、「Ⅲ」三個階段，結束後便會進入冷卻時間，每個階段皆有對應的角色可以發動技能，如果缺少一個階段的技能則無法作出完整的三段爆裂技能。
另外擁有「Λ」階段是目前唯一可以在全階段中使用技能的角色。

### 強化系統
同步器

循環室

## 用詞
方舟
人類最後的生存基地，大略尚可分為「核心區」、「生活區」、「外緣區」以及「電梯」幾個地方。
妮姬
百年前為了抵抗突然從太空中出現的萊徹而製造，他們是以機械為軀體、大腦為控制核心的人型兵器，並使用非常人能使用的武器及能力與萊徹戰鬥。
為了有效控制且避免妮姬叛變，所有妮姬體內都會植入NIMPH。
萊徹
百年前突然從人類文明中出現的不明生物，以「萊徹·女王」為首殺害人類為目的，後因為人類製造妮姬來抵抗，目標也開始轉向將自身與妮姬做結合。
異端者
因為恐懼或是侵蝕的關係而倒戈向萊徹女王的妮姬統稱。
侵蝕
特殊的萊徹可以透過特殊手段，如：被鐵匠的觸手攻擊等，達到入侵妮姬體內的NIMPH，進而利用、控制妮姬，此過程稱之「侵蝕」，而按照人類的規定，所有被侵蝕的妮姬必須由指揮官親手以專用的手槍處決。
NIMPH
用來監控並控制妮姬的「記憶」、「戰鬥數據」、「行動」的納米機器人，但也是造成妮姬侵蝕的主要原因。
解除劑
可以解除妮姬體內NIMPH納米機器人的藥劑。

## 登場人物

### 主要人物

#### 反擊小隊
指揮官：初出茅廬的菜鳥指揮官。
瑪麗安（聲：花澤香菜）：玩家新手教程中的主要角色，使用武器是MG，但在最後救援中被鐵匠給侵蝕而遭指揮官處決。
拉毗（聲：石川由依）
阿妮斯（聲：岡咲美保）
尼恩（聲：日高里菜）

#### 軍方
安德森（聲：杉田智和）
方舟中眾多副司令官其中一位，是主角的直屬上司。

#### 朝聖者
女神部隊
紅蓮（聲：上田麗奈）
長髮公主（聲：三森鈴子）
小紅帽（聲：日笠陽子）
白雪公主（聲：M·A·O）
繼承者部隊
桃樂絲（聲：齋藤千和）
伊莎貝爾（聲：田中理惠）
諾雅（聲：小倉唯）
哈蘭（聲：大原沙耶香）
白騎士部隊
皇冠（聲：豐崎愛生）
異端者
神罰（聲：花澤香菜）
尼希利斯塔（聲：生天目仁美）

## 爭議事件
於11月17日推出活動「No Caller ID」，是遊戲正式營運後的第一個活動，但是因為所需求的戰力要求過高而被大量玩家所批評。以活動的最終關卡為例，最初要求玩家戰力要達46,000，而當時只是開始營運後約2週時間，有不少有中/輕度課金的玩家都追不上，而無課玩家更是無法追上。隨玩家的批評增加，營運方在臉書及推特上分別發佈聲明，最終於18日凌晨1時到3時作出維護，降低關卡難度及部分Bug如0元商品無限Bug。聲明發佈後，有玩家指出影響收入的立即修，不影響的可以等一下。
2022年12月，官方預計推出的新角色「露菲 冬日購物狂（另稱：聖誕露菲）」、「奇蹟仙女 安妮」被眾多玩家抨擊，尤其是聖誕露菲。因為在活動推出前，就有玩家經過拆包來提前得知未來的遊戲內容。正式版聖誕露菲將臀部使用布料遮住，與原版全部裸露不同，而蹲姿方面正式版也與原版不同，儘管可能被認為是為了通過遊戲審查而作的妥協，但仍引起玩家群憤怒，並在官方推特留言區貼上被穆斯林女性穿著的罩袍裹住全身的聖誕露菲以示抗議，而後造成廣泛的討論。
2023年1月，《勝利女神：妮姬》在泰國的廣告被指暗示玩家是好色之徒，事件遭到泰國玩家在官方社交平台賬號留下大量負評，官方很快撤下這則廣告。

## 外部連結
- 官方网站：韓文、繁體中文、簡體中文